# I Should Have Been a Tsin-Tsi (For You)
«I Should Have Been a Tsin-Tsi for You» — песня датской группы Mew, записана в 1996 году. Как сингл песня вышла в 2000 году и вошла в альбом A Triumph for Man (1997). К песне был снят видеоклип.

## Видеоклип
Видео было снято в марте 1997 года. Клип был снят в одном из китайских кафе, и показывает китайскую кухню, а также поваров, официантов и клиентов, которые поют эту песню в китайском караоке. Иногда в клипе появляется вокалист группы Йонас Бьерре.